# Metropolis–Part I: "The Miracle and the Sleeper"
«Metropolis–Part I: "The Miracle and the Sleeper"», más comúnmente conocida como Metropolis, es la quinta canción del álbum Images and Words, publicado por la banda de metal progresivo Dream Theater en 1992. La letra de la canción fue hecha por el guitarrista John Petrucci. Esta canción es considerada como el Magnum opus de la banda por sus fanes junto a Octavarium y A Change of Seasons demostrando su capacidad no sólo de componer y tocar sus instrumentos con gran complejidad, sino también su madurez lírica.
Al escribirla se basó en la historia de un vínculo telepático entre Rómulo y Remo de la Eneida de Virgilio. Está escrita como un tipo de épica fantástica, inspirado por Yes y Rush. La historia es original (los gemelos se llaman Miracle —Milagro— y Sleeper —Soñador— y no aparecen en la literatura) pero la forma de la historia es homérica.
Se relaciona con la Parte 2 en que Edward y Julian Baynes son metáforas de Rómulo y Remo, y Victoria es una metáfora de Roma (o la Metrópolis). Esto se confirma con varias líneas en Metropolis, Pt. 2: Scenes From A Memory.

## Historia
La canción fue escrita alrededor de 1989, cuando Charlie Dominici era el vocalista de la banda y hay vídeos de versiones anteriores a esta y bootleg en el DVD When Dream and Day Reunite. La estructura y la letra de la canción fueron retrabajadas en el momento en el que Dominici fue despedido de la banda y se buscaba un nuevo vocalista para su nuevo álbum Images and Words, que terminó siendo James LaBrie.
La canción explora múltiples géneros junto con largas partes instrumentales acumulando una longitud aproximada de diez minutos, muy típico en las canciones de Dream Theater. A pesar de la complejidad de la canción, la banda ha dicho que "la podrían tocar mientras duermen" porque la tocan muchas veces.
La parte del título que dice "Part 1" era originalmente una broma y "Part 2" nunca estuvo planeada hacerla pero, después del lanzamiento de ésta, llegaron muchas peticiones para que hicieran la secuela, así que durante las sesiones de grabación de Falling Into Infinity la banda empezó a escribir la segunda parte. Terminaron con una canción de veinte minutos, pero el sello discográfico no les permitió hacer un álbum doble, así que tuvieron que recortar la canción y nunca pasó a ser algo más grande que una demo.
Cuando llegó el momento de escribir música para un nuevo álbum, la primera composición que hicieron fue la secuela de veinte minutos. La decisión fue hacerla más grande y convertirla en un álbum conceptual basados en los temas de la primera parte, finalmente se convirtió en Metropolis, Pt. 2: Scenes From A Memory.

## Diferentes versiones
- En el CD en vivo, Live at the Marquee.
- En el CD en directo Once in a LIVEtime.
- En Live Scenes From New York aparece una versión.
- En el CD/DVD When Dream and Day Reunite, aparece una versión con los exintegrantes Charlie Dominici y Derek Sherinian.
- En Score la canción es tocada junto a la orquesta Octavarium.
- En el bootleg oficial Images and Words Demos, existe una versión demo instrumental, además de la famosa versión de los ATCO Demos, previos a la grabación del disco.
- En Live at Luna Park